# دمیترو پروکوپچوک
دمیترو پروکوپچوک (اوکراینی: Дмитро Васильович Прокопчук؛ زادهٔ ۴ نوامبر ۲۰۰۰) بازیکن فوتبال اهل اوکراین است.